# Vindhya Pradesh

Die größeren Staaten von Vindhya Pradesh

Vindhya Pradesh (Hindi विंध्य प्रदेश) war eine Union von Fürstenstaaten in Zentralindien in den Regionen Bundelkhand und Baghelkhand südlich von Benares (Varanasi). Das Gebiet hatte im Jahr 1951 eine Fläche von 61.132 km² und ca. 3,6 Millionen Einwohner.

## Geschichte
Vindhya Pradesh entstand am 4. April 1948 durch den Zusammenschluss von 35 Fürsten, die der Central India Agency in Britisch-Indien unterstanden hatten und die sich nun dem neuen Staat Indien anschlossen. Die größten dieser Staaten waren Rewa(h), Orchha, Panna, Bijawar, Chhatarpur, Charkhari, Datia (Duttia), Baraundha, Nagod, Ajaigarh, Samthar und Maihar. Hauptstadt wurde die Stadt Rewa.
Am 1. Januar 1950 wurden die im Norden liegenden Exklaven (10 Staaten) dem Bundesstaat Uttar Pradesh angegliedert. Am 1. November 1956 wurden alle Fürstenstaaten aufgelöst und Vindhya Pradesh in den neugeschaffenen Bundesstaat Madhya Pradesh integriert.

## Politik
Der letzte Maharaja von Rewa Martand Singh (1923–1995) wurde erstes Staatsoberhaupt (Rajpramukh). Von 1949 bis 1952 war das höchste Amt in Vindhya Pradesh der Chief Commissioner, von 1952 bis 1956 der Vizegouverneur.
Rajpramukh
1948–1949: Martand Singh (1923–1995)
Chief commissioner
1949–1950: S. N. Mehta (1904–)
1950–März 1952: V. K. B. Pillai
Vizegouverneur
März 1952–Januar 1956: K. Santhanam (1895–1980)
Januar 1956–31. Oktober 1956: M. Tirumala Rao (1901–1970)
Der Regierung standen die folgenden Chief Minister vor:
April 1948–April 1949: Awadesh Pratap Singh (1888–1967)
April 1949–12. März 1952: President’s rule
13. März 1952–31. Oktober 1956: Shambhunath Shukla (1903–)